# Бактрійське золото

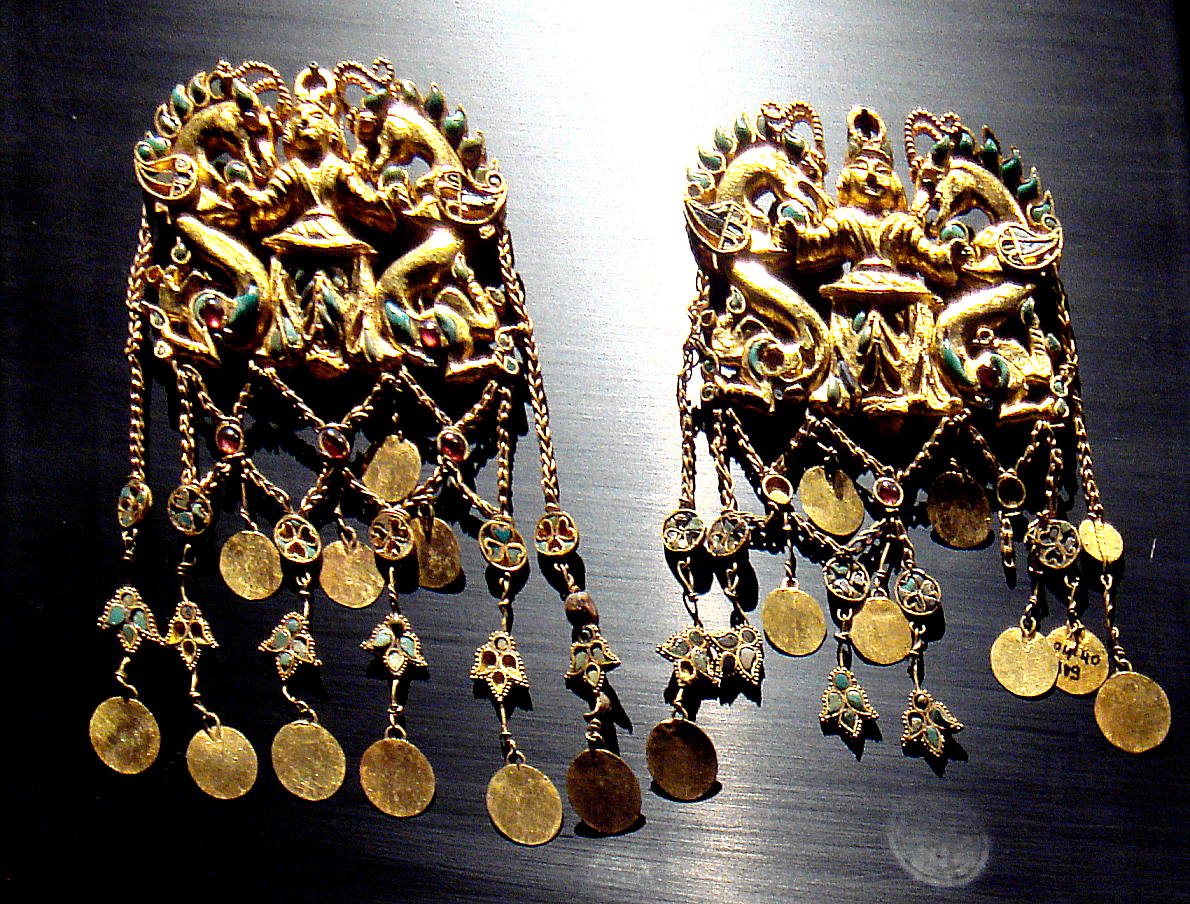
«Королі з драконами». Знайдені в 2-й гробниці

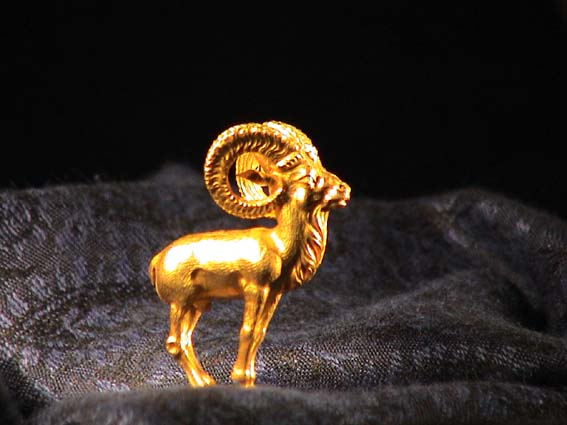
Фігурка барана, знайдена в скарбі

Бактрійське золото — золоті предмети, знайдені в 1978 р в Афганістані, в городищі Тилля-тепе, при розкопках кушанських царських поховань I століття до н. е..
Розкопки проводила радянсько-афганська археологічна експедиція під керівництвом Віктора Саріаніді. У кожному з шести розкопаних поховань виявили близько трьох тисяч золотих виробів. Всього було знайдено близько 20 тис. золотих предметів — золоті прикраси, золота зброя.

## Історія
Після виявлення поховань в 1978 році археологи планували подальші дослідження «Золотого пагорба», але їх роботі в 1979 році завадив початок війни в Афганістані. Знайдені золоті вироби були поміщені в Національний музей Афганістану.
У 1989 році у зв'язку з кризовою ситуацією в країні за розпорядженням президента Афганістану Мохаммада Наджибулли золоті вироби були передані в сховище Центрального банку Афганістану.
Після повалення Наджибулли в 1992 році ключі від сховища знаходилися у п'яти осіб, одним з яких був директор Національного музею Омар Хан Массудом. Для відкриття сховища потрібні всі п'ять ключів одночасно. Їх хранителі домовилися, що якщо хтось із них помре, то ключ перейде до старшої дитини цієї людини. Захопивші Кабул в 1996 році таліби намагалися отримати у зберігачів відомості про місцезнаходження скарбу, але, незважаючи на погрози, їм цього не вдалося зробити.
У 2003 році про місцезнаходження Бактрійського золота було офіційно повідомлено. У 2004 році сховище було розкрите у присутності Віктора Саріаніді, який підтвердив справжність виробів.
З грудня 2006 по квітень 2007 року колекція виставлялася в Парижі під назвою «Афганістан, заново відкриті скарби». Далі вона демонструвалася в Італії, Нідерландах, США, Канаді, Великій Британії, Швеції, Норвегії, Австралії. Це принесло до бюджету афганської держави майже 3 млн доларів. У самому ж Афганістані з міркувань безпеки колекція ніколи не демонструвалася.